# Wizyty zagraniczne prezydenta Bronisława Komorowskiego

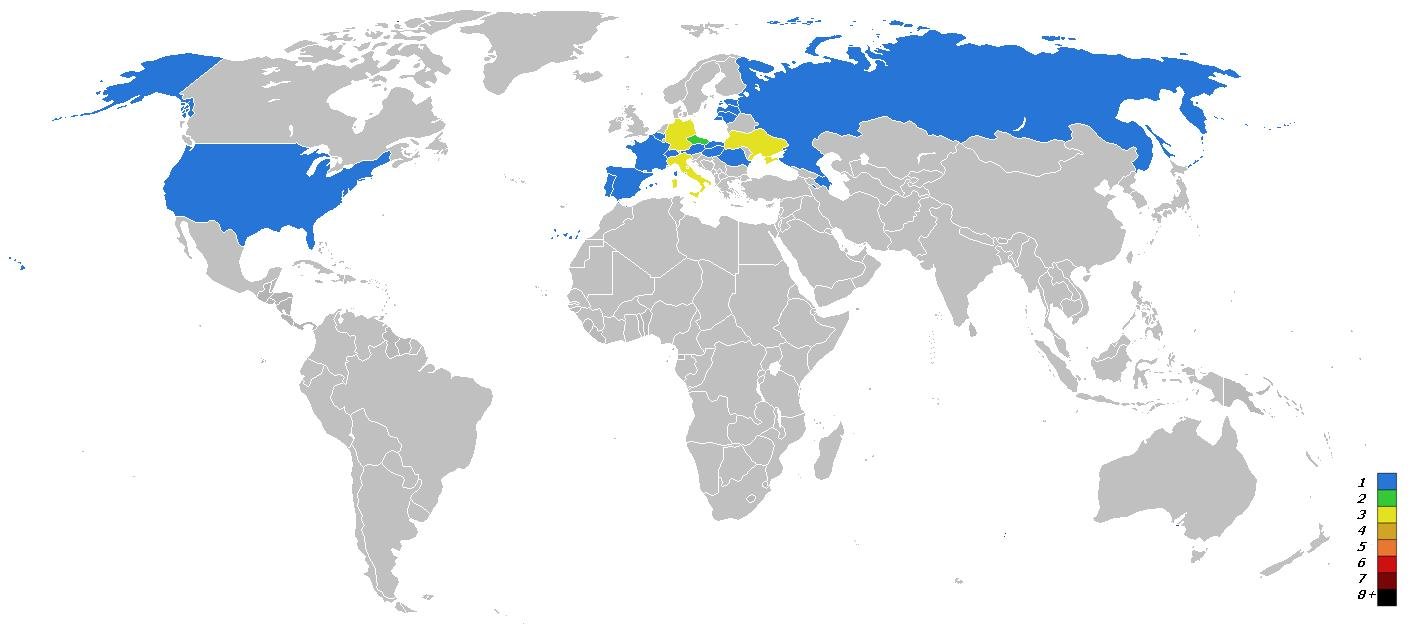
Wizyty Bronisława Komorowskiego

Poniższe tabele opisują spotkania prezydenta Polski Bronisława Komorowskiego z zagranicznymi politykami i przedstawicielami różnych organizacji od chwili objęcia urzędu prezydenta Rzeczypospolitej Polskiej 6 sierpnia 2010 roku zarówno podczas wizyt prezydenta za granicą, jak i podczas wizyt przedstawicieli innych państw w Polsce.

## Spotkania z szefami państw, rządów i instytucji międzynarodowych za granicą

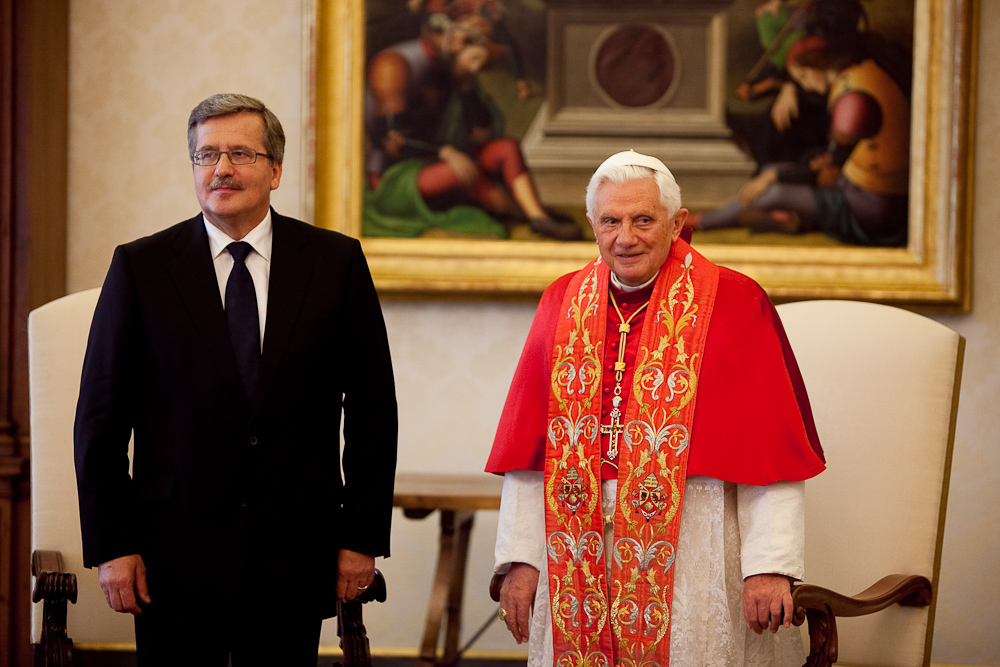
Bronisław Komorowski i papież Benedykt XVI (Watykan)

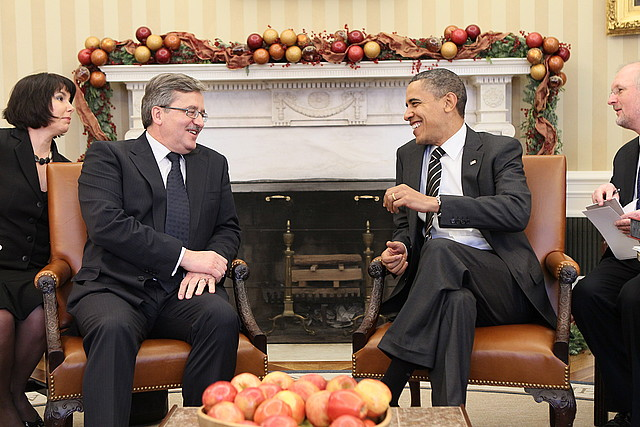
Prezydent Komorowski i prezydent USA Barack Obama (Waszyngton)

Prezydent Bronisław Komorowski przez swoją 5-letnią prezydenturę (2010–2015) odbył 109 podróży zagranicznych, w czasie których złożył wizytę w 40 krajach:
| Liczba wizyt | Flaga i pełna nazwa państwa |
| ------------ | --- |
| 11           | Republika Federalna Niemiec • Ukraina |
| 7            | Republika Włoska • Republika Słowacka |
| 6            | Stany Zjednoczone Ameryki • Republika Litewska • Republika Łotewska, |
| 5            | Republika Czeska • Węgry |
| 4            | Republika Francuska • Państwo Watykańskie • Królestwo Belgii ( Unia Europejska) |
| 3            | Konfederacja Szwajcarska • Republika Estońska • Republika Portugalska |
| 2            | Republika Austrii • Republika Mołdawii, |
| 1            | Islamska Republika Afganistanu • Królestwo Arabii Saudyjskiej • Republika Armenii • Republika Azerbejdżanu • Chińska Republika Ludowa • Republika Chorwacji • Gruzja • Królestwo Hiszpanii • Państwo Izrael • Państwo Katar • Republika Korei • Republika Kosowa • Republika Macedonii • Mongolia • Palestyna • Federacja Rosyjska • Rumunia • Republika Turcji • Państwo Zjednoczonych Emiratów Arabskich • Królestwo Niderlandów • Japonia • Zjednoczone Królestwo Wielkiej Brytanii i Irlandii Północnej • Republika Tunezyjska |

### Rok 2010
Wykaz podróży zagranicznych Bronisława Komorowskiego jako p.o. prezydenta.
| Termin        | Państwo    | Miejsce       | Szczegóły spotkania |
| ------------- | ---------- | ------------- | --- |
| 8–9 maja      | Rosja      | Moskwa        | Wizyta w Federacji Rosyjskiej. Uczestnictwo w obchodach 65. rocznicy II wojny światowej. Odwiedzenie cmentarza Dońskiego, złożenie kwiatów pod tablicą pamiątkową ku czci Ofiar Represji Politycznych 1945 – 1953. Wręczenie odznaczeń. Spotkanie z prezydentem Rosji – Dmitrijem Miedwiediewem. |
| 20–21 czerwca | Afganistan | Ghazni, Kabul | Wizyta w Ghazni i Kabulu. Odwiedzenie żołnierzy Polskiego Kontyngentu Wojskowego w Afganistanie. Spotkanie z prezydentem Afganistanu Hamidem Karzajem oraz dowódcą Dowództwa Regionalnego Wschód Sił ISAF gen. dyw. Johnem F. Campbellem.                                                        |

Wykaz podróży zagranicznych Bronisława Komorowskiego w 2010 roku.
| Lp. | Termin             | Państwo                | Miejsce               | Szczegóły spotkania |
| --- | ------------------ | ---------------------- | --------------------- | --- |
| 1   | 19 sierpnia        | Litwa                  | Nida k. Neryngi       | Spotkanie z prezydent Litwy Dalią Grybauskaitė. |
| 2   | 1–2 września       | Belgia Unia Europejska | Bruksela              | Spotkanie z szefem Komisji Europejskiej José Manuelem Barroso, sekretarzem generalnym NATO Andersem Foghiem Rasmussenem, królem Belgów Albertem II i przewodniczącym Rady Europejskiej Hermanem Van Rompuyem.                                                    |
| 3   | 2 września         | Francja                | Paryż                 | Spotkanie z przewodniczącym Zgromadzenia Narodowego Bernardem Accoyerem, prezydentem Francji Nicolasem Sarkozym i premierem Francji François Fillonem; udział w przyjęciu w polskiej ambasadzie.                                                                 |
| 4   | 3 września         | Niemcy                 | Berlin                | Spotkanie z kanclerz Angelą Merkel, przewodniczącym Bundestagu Norbertem Lammertem, prezydentem Christianem Wulffem; złożenie przez prezydentów kwiatów w celi gen. Stefana Grota-Roweckiego w Muzeum Sachsenhausen.                                             |
| 5   | 10–11 września     | Łotwa                  | Ryga, Dyneburg        | Spotkanie z prezydentami państw bałtyckich: Dalią Grybauskaitė (Litwa), Toomasem Ilvesem (Estonia) i Valdisem Zatlersem (Łotwa). Na drugi dzień spotkanie z premierem Łotwy Valdisem Dombrovskisem; udział w obchodach 90. rocznicy walk o Łatgalię w Dyneburgu. |
| 6   | 25 września        | Ukraina                | Charków               | Uczestnictwo, wraz z premierem Ukrain Mykołą Azarowem, w uroczystościach na Polskim Cmentarzu Wojennym w Charkowie, upamiętniających polskich oficerów zamordowanych w 1940 przez funkcjonariuszy NKWD.                                                          |
| 7   | 1 października     | Ukraina                | Jałta                 | Udział w konferencji Fundacji „YES”, rozmowa z prezydentem Ukrainy Wiktorem Janukowyczem. |
| 8   | 15–17 października | Włochy Watykan         | Rzym, Watykan         | Trzydniowa wizyta w Rzymie i Watykanie. Spotkanie z prezydentem Włoch Giorgio Napolitano oraz papieżem Benedyktem XVI. |
| 9   | 26 października    | Rumunia                | Bukareszt             | Spotkanie m.in. z prezydentem Traianem Băsescu, premierem Emilem Bocem oraz Robertą Almą Anastase – przewodniczącą Izby Deputowanych. |
| 10  | 4–5 listopada      | Czechy                 | Karlowe Wary          | Spotkanie prezydentów państw Grupy Wyszehradzkiej. |
| 11  | 17 listopada       | Niemcy                 | Darmstadt             | Wzięcie udziału, wraz z prezydentem Niemiec Christianem Wulffem, w obchodach 30. rocznicy powstania Niemieckiego Instytutu Kultury Polskiej. |
| 12  | 19–20 listopada    | Portugalia NATO        | Lizbona               | Udział w szczycie NATO. Rozmowy m.in. z prezydentem Stanów Zjednoczonych Barackiem Obamą, prezydentem Afganistanu Hamidem Karzajem i premier Australii Julią Gillard.                                                                                            |
| 13  | 8–9 grudnia        | Stany Zjednoczone      | Waszyngton, Cleveland | Spotkanie z prezydentem Barackiem Obamą, szefem Kongresu Polonii Amerykańskiej, Frankiem Spulą, oraz z profesorem Zbigniewem Brzezińskim; wizyta w Muzeum Holocaustu i Cleveland Clinic, tam spotkanie z profesor Marią Siemionow.                               |

### Rok 2011
Wykaz podróży zagranicznych Bronisława Komorowskiego w 2011 roku.
| Lp. | Termin             | Państwo                 | Miejsce              | Szczegóły spotkania |
| --- | ------------------ | ----------------------- | -------------------- | --- |
| 14  | 27–28 stycznia     | Szwajcaria              | Davos                | Udział w Światowym Forum Ekonomicznym w Davos; spotkanie m.in. z prezydent Szwajcarii Micheline Calmy-Rey, prezydentem Azerbejdżanu İlhamem Əliyevem i szefem WEF Klausem Schwabem; także udział w panelu promującym EURO2012 (wraz z prezydentem Ukrainy Wiktorem Janukowyczem).                                                              |
| 15  | 16 lutego          | Litwa                   | Wilno, Mejszagoła    | Udział w uroczystościach Święta Niepodległości Litwy; spotkanie m.in. z prezydent Litwy Dalią Grybauskaitė i przedstawicielami mniejszości polskiej. |
| 16  | 21–22 lutego       | Czechy                  | Praga                | Oficjalna wizyta w Czechach; spotkania m.in. z prezydentem Václavem Klausem, premierem Petrem Nečasem i przedstawicielami czeskiej Polonii. |
| 17  | 28–29 marca        | Estonia                 | Tallinn, Tartu       | Spotkanie z prezydentem Estonii Toomasem Ilvesem, premierem Andrusem Ansipem oraz Polonią estońską; udział w Polsko-Estońskim Forum Ekonomicznym; wizyta na Uniwersytecie w Tartu. |
| 18  | 8–9 kwietnia       | Węgry                   | Budapeszt            | Spotkanie z prezydentem Węgier Pálem Schmittem, udział w szczycie nieformalnej Grupy Arraiolos (rozmowy z prezydentami Austrii i Słowenii Heinzem Fischerem i Danilo Türkiem). |
| 19  | 11 kwietnia        | Rosja                   | Smoleńsk, Katyń      | Spotkanie z prezydentem Rosji Dmitrijem Miedwiediewem, udział w uroczystościach 71. rocznicy zbrodni katyńskiej oraz złożenie kwiatów w miejscu katastrofy prezydenckiego Tu-154. |
| 20  | 19 kwietnia        | Ukraina                 | Kijów                | Spotkanie z prezydentem Ukrainy Wiktorem Janukowyczem, udział w obchodach 25. rocznicy katastrofy w Czarnobylu. |
| 21  | 30 kwietnia–2 maja | Włochy Watykan          | Rzym, Watykan        | Trzydniowa wizyta w Rzymie i Watykanie. Udział w beatyfikacji papieża Jana Pawła II; spotkanie m.in. z prezydentem Włoch Giorgio Napolitano, papieżem Benedyktem XVI i sekretarzem stanu Stolicy Apostolskiej kard. Tarcisio Bertone. |
| 22  | 1 czerwca          | Hiszpania               | Madryt               | Otwarcie wystawy Polska. Skarby i kolekcje dzieł sztuki, czyli Złote Czasy Rzeczypospolitej w Pałacu Królewskim; spotkanie z królem Juanem Carlosem I. |
| 23  | 2 czerwca          | Włochy                  | Rzym                 | Spotkanie z prezydentem Włoch Giorgio Napolitano i udział w obchodach 150. rocznicy zjednoczenia Włoch. |
| 24  | 17 czerwca         | Niemcy                  | Berlin               | Udział, wraz z prezydentem Niemiec Christianem Wulffem, w obchodach 20. rocznicy polsko-niemieckiego traktatu o dobrym sąsiedztwie i przyjaznej współpracy oraz Polsko-Niemieckiej Współpracy Młodzieży. |
| 25  | 21–22 czerwca      | Słowacja                | Bratysława           | Dwudniowa wizyta na Słowacji; spotkanie m.in. z prezydentem Ivanem Gašparovičem i premier Ivetą Radičovą. |
| 26  | 13–14 lipca        | Austria                 | Wiedeń, Mauthausen   | Pierwsza oficjalna wizyta w Austrii; rozmowy m.in. z prezydentem Austrii Heinzem Fischerem, wicekanclerzem Michaelem Spindeleggerem oraz Barbarą Prammer – przewodniczącą Rady Narodowej Republiki Austrii; na drugi dzień złożenie wieńców przez prezydentów przed pomnikiem pamięci pomordowanych w obozie koncentracyjnym Mauthausen/Gusen. |
| 27  | 25–26 lipca        | Azerbejdżan             | Baku                 | Spotkanie z prezydentem Azerbejdżanu İlhamem Əliyevem oraz azerbejdżańskimi przedsiębiorcami; złożenie kwiatów przed Pomnikiem Szahidów i na grobie inż. Potockiego; wizyta w fabryce dywanów. |
| 28  | 26–27 lipca        | Gruzja                  | Batumi, Tbilisi      | Spotkanie z prezydentem Gruzji Micheilem Saakaszwilim, premierem Nikolozem „Niką” Gilaurim oraz przewodniczącym parlamentu Dawitem Bakradze; złożenie kwiatów na bulwarze Lecha i Marii Kaczyńskich oraz przy pomniku poległych w walce o integralność terytorialną Gruzji.                                                                    |
| 29  | 27–28 lipca        | Armenia                 | Erywań, Eczmiadzyn   | Spotkanie z prezydentem Armenii Serżem Sarkisjanem, premierem Tigranem Sarkisjanem, przewodniczącym Zgromadzenia Narodowego Howikiem Abrahamjanem oraz z duchowym przywódcą Apostolskiego Kościoła Ormiańskiego Karekinem II. |
| 30  | 9 września         | Belgia Unia Europejska  | Bruksela             | Spotkanie z przewodniczącym Rady Europejskiej Hermanem Van Rompuyem i udział w koncertowym wykonaniu opery Król Roger K. Szymanowskiego w Teatrze Królewskim La Monnaie/De Munt. |
| 31  | 13 września        | Francja Unia Europejska | Strasburg            | Spotkanie z przewodniczącym Parlamentu Europejskiego Jerzym Buzkiem i wystąpienie przed PE na Sali Plenarnej. |
| 32  | 21 września 2011   | Niemcy                  | Berlin               | Otwarcie, wspólnie z prezydentem RFN Christianem Wulffem, wystawy Obok. Polska i Niemcy. 1000 lat historii w sztuce w muzeum Martin-Gropius-Bau. |
| 33  | 22–24 września     | Stany Zjednoczone ONZ   | Nowy Jork            | Udział w sesji Zgromadzenia Ogólnego ONZ, wizyta na nowojorskiej Giełdzie, spotkanie z przedstawicielami Polonii amerykańskiej. |
| 34  | 7–8 października   | Węgry                   | Budapeszt, Wyszehrad | Udział w jubileuszowym 20. szczycie państw Grupy Wyszehradzkiej. |
| 35  | 28 listopada       | Ukraina                 | Kijów                | Udział w ceremonii wmurowania aktu erekcyjnego pod budowę Polskiego Cmentarza Wojennego w podkijowskiej Bykowni. |
| 36  | 1–2 grudnia        | Estonia                 | Tallinn, Vihula      | Spotkanie z prezydentami państw bałtyckich: Dalią Grybauskaitė (Litwa), Toomasem Ilvesem (Estonia) i Andrisem Bērziņšem (Łotwa). |
| 37  | 18–23 grudnia      | ChRL                    | Szanghaj, Pekin      | Spotkanie z przewodniczącym ChRL Hu Jintao, przewodniczącym Ogólnochińskiego Zgromadzenia Przedstawicieli Ludowych Wu Bangguo i premierem Chin Wen Jiabao. Udział w rozmowach gospodarczych i zachęcanie chińskich przedsiębiorców do inwestowania w Polsce.                                                                                   |

### Rok 2012
Wykaz podróży zagranicznych Bronisława Komorowskiego w 2012 roku.
| Lp. | Termin           | Państwo                | Miejsce                         | Szczegóły spotkania |
| --- | ---------------- | ---------------------- | ------------------------------- | --- |
| 38  | 26–28 stycznia   | Szwajcaria             | Davos, Rapperswil               | Udział w Światowym Forum Ekonomicznym w Davos; panelach dyskusyjnych, np. Rebuilding Europe, czy promującym Polskę Poland – a World of New Opportunities at Your Fingertips. Oprócz tego rozmowa z prezydentem Ukrainy W. Janukowyczem i Azerbejdżanu İ. Əliyevem, a pod koniec wizyty w Konfederacji spotkanie ze szwajcarską Polonią w Muzeum Polskim w Rapperswilu.                                    |
| 39  | 4 lutego         | Niemcy                 | Monachium                       | Udział w 48. Monachijskiej Konferencji Polityki Bezpieczeństwa. |
| 40  | 16 lutego        | Litwa                  | Wilno, Soleczniki               | Udział w uroczystościach Święta Niepodległości Litwy; spotkanie m.in. z prezydent Litwy Dalią Grybauskaitė i przedstawicielami mniejszości polskiej. |
| 41  | 6 marca          | Afganistan             | Kabul, Ghazni                   | Spotkanie i rozmowy z prezydentem Afganistanu Hamidem Karzajem, dowódcą sił ISAF gen. Johnem R. Allenem oraz polskimi żołnierzami w bazie Ghazni. |
| 42  | 22–23 marca      | Węgry                  | Budapeszt, Ópusztaszer, Segedyn | Spotkanie z prezydentem Węgier Pálem Schmittem; rozmowy na temat współpracy krajów w ramach Grupy Wyszehradzkiej, wymiany handlowej i majowego szczytu NATO, na drugi dzień wspólny udział w obchodach Dnia Przyjaźni Polsko-Węgierskiej w gminie Ópusztaszer, uroczystość nadania Prezydentowi RP tytułu Senatora Honoris Causa Uniwersytetu Segedyńskiego.                                              |
| 43  | 2 kwietnia       | Kosowo                 | Prisztina                       | Spotkanie z polskimi żołnierzami i policjantami pełniącymi misję w ramach KFOR. |
| 44  | 19–20 kwietnia   | Portugalia             | Lizbona, Porto                  | Spotkanie z prezydentem Portugalii Aníbalem Cavaco Silvą, premierem Pedro Passosem Coelho oraz prezydentami miast Lizbona i Porto; udział w Polsko-Portugalskim Forum Gospodarczym i Dniach Kultury Polskiej. |
| 45  | 5–6 maja         | Słowacja               | Szczyrbskie Jezioro             | Spotkanie z prezydentami państw Grupy Wyszehradzkiej: Słowacji – Ivanem Gašparovičem i Czech – Václavem Klausem oraz ambasadorem Węgier na Słowacji – Csabą Baloghiem, którego głównym celem było opracowanie wspólnej strategii na majowy szczyt NATO. |
| 46  | 19–20 maja       | Stany Zjednoczone NATO | Chicago                         | Udział w szczycie NATO i spotkanie z przedstawicielami Polonii amerykańskiej. |
| 47  | 1 lipca          | Ukraina                | Kijów                           | Spotkanie z prezydentem Wiktorem Janukowyczem i przedstawicielami ukraińskiej opozycji; wieczorem obejrzenie meczu finałowego UEFA EURO2012 Hiszpania-Włochy (4:0). |
| 48  | 20–21 września   | Ukraina                | Kijów-Bykownia                  | Spotkanie z prezydentem Wiktorem Janukowyczem i wspólne otwarcie polskiego Cmentarza Wojennego. |
| 49  | 24–26 września   | Stany Zjednoczone ONZ  | Nowy Jork                       | Udział w 67. sesji Zgromadzenia Ogólnego ONZ i rozmowy bilateralne z prezydentami Stanów Zjednoczonych, Afganistanu, Gruzji i Mołdawii; wizyta w bazie lotniczej West Point; spotkania z przedstawicielami Polonii. |
| 50  | 4–5 października | Szwajcaria             | Zurych, Fryburg, Morges         | Dwudniowa wizyta oficjalna w Konfederacji Szwajcarskiej (na zaproszenie prezydent Eveline Widmer-Schlumpf). |
| 51  | 13–14 listopada  | Belgia Unia Europejska | Bruksela, Charleroi             | Dwudniowa wizyta oficjalna w Belgii; spotkanie z Królem Belgów Albertem II i królową Paolą oraz przewodniczącym RE Hermanem Van Rompuyem. |
| 52  | 19–20 listopada  | Włochy                 | Neapol                          | Spotkanie z prezydentem Niemiec Joachimem Gauckiem i Włoch Giorgio Napolitano. |
| 53  | 23–24 listopada  | Łotwa                  | Ryga                            | Dwudniowa wizyta oficjalna na Łotwie; spotkanie z prezydentem Andrisem Bērziņšem i przewodniczącą Saeimy Solvitą Āboltiņą oraz przedstawicielami łotewskiej Polonii. |
| 54  | 2–3 grudnia      | Mołdawia               | Kiszyniów                       | Spotkanie z prezydentem Nicolae Timoftim, premierem Vladem Filatem oraz przedstawicielami mołdawskiej Polonii; złożenie wieńców pod pomnikiem Stefana Wielkiego oraz kwiatów pod tablicą pamiątkową przy ul. Lecha Kaczyńskiego w Kiszyniowie; zwiedzenie Biblioteki Polskiej im. Adama Mickiewicza oraz odebranie tytułu doktora honoris causa Mołdawskiej Akademii Nauk przez prezydenta Komorowskiego. |

### Rok 2013
Wykaz podróży zagranicznych Bronisława Komorowskiego w 2013 roku.
| Lp. | Termin             | Państwo                      | Miejsce                             | Szczegóły spotkania |
| --- | ------------------ | ---------------------------- | ----------------------------------- | --- |
| 55  | 16 lutego          | Litwa                        | Wilno                               | Udział w obchodach 95. rocznicy odzyskania niepodległości przez Litwę; spotkanie z przedstawicielami mniejszości polskiej. |
| 56  | 22 lutego          | Słowacja                     | Orawice                             | Spotkanie z Prezydentem Słowacji Ivanem Gašparovičem. Rozmowy dotyczące Ukrainy oraz poparcie idei zorganizowania polsko-słowackiej zimowej olimpiady w 2022 r. |
| 57  | 18–19 marca        | Włochy Watykan               | Rzym, Watykan                       | Spotkanie z Prezydentem Włoch Giorgio Napolitano oraz z wiceprezydentem USA Joem Bidenem. Udział w obchodach inauguracji pontyfikatu papieża Franciszka. |
| 58  | 5 maja             | Austria                      | Mauthausen                          | Udział w uroczystości 68. rocznicy wyzwolenia Mauthausen (KL). Spotkanie z prezydentem Austrii Heinzem Fischerem i przewodnicząca parlamentu Barbarą Prammer, prezydentem Węgier Janosem Aderem, premierem Serbii Ivicą Dačiciem, ministrem sprawiedliwości Izraela Cippi Liwni oraz przewodniczącym rosyjskiej Dumy Państwowej Siergiejem Naryszkinem                                                                                   |
| 59  | 7–8 maja           | Francja                      | Paryż                               | Spotkanie z Prezydentem Francji François Hollande’em oraz premierem Jean-Marc Ayraultem. Udział w uroczystości 68. rocznicy zakończenia II wojny światowej w Europie. |
| 60  | 13–14 maja         | Chorwacja                    | Zagrzeb, Opatija                    | Spotkanie z prezydentem Chorwacji Ivo Josipoviciem oraz Polonią chorwacką. Udział w forum gospodarczym. |
| 61  | 9 czerwca          | Łotwa                        | Ryga Dyneburg                       | Jednodniowa wizyta na Łotwie ;spotkanie z prezydentem Andrisem Bērziņšem oraz przedstawicielami łotewskiej Polonii |
| 62  | 12–13 czerwca      | Słowacja                     | Bratysława                          | Prezydent na XVIII szczycie państw Europy Środkowej. Spotkanie m.in.: z Prezydentem Słowacji Ivanem Gašparovičem, Przewodniczącym Rady Europejskiej Hermanem Van Rompuyem. Szefowie 20 krajów regionu rozmawiali m.in. na temat trudnej sytuacji gospodarczej i społecznej kontynentu.} |
| 63  | 14 lipca           | Ukraina                      | Kisielin, Łuck                      | Upamiętnienie ofiar w 70 rocznicę rzezi wołyńskiej. |
| 64  | 26 sierpnia        | Słowacja                     | Czerwony Klasztor                   | Prezydent RP Bronisław Komorowski spotkał się w Czerwonym Klasztorze na Słowacji z prezydentem tego kraju Ivanem Gašparovičem. Prezydenci rozmawiali m.in. o kwestiach dotyczących dwustronnej współpracy polsko-słowackiej, w tym regionalnej. |
| 65  | 10–11 września     | Macedonia Północna           | Skopje, Ochryda                     | Oficjalna wizyta w Macedonii. Spotkanie się z prezydentem Macedonii Gjorge Iwanowem, z przewodniczącym parlamentu Trajko Weljanowskim, a także szefem rządu Nikołą Grujewskim. Odebranie przyznanego najwyższego odznaczenia państwowego Republiki Macedonii – Orderu 8 Września, otworzenie forum gospodarczego oraz spotkanie się z przedstawicielami Polonii. Para Prezydencka zwiedziła w Ochrydzie m.in. Monastyr św. Nauma.        |
| 66  | 23–27 września     | Stany Zjednoczone ONZ        | Nowy Jork, Norfolk                  | Udział w 68. sesji Zgromadzenia Ogólnego ONZ i rozmowy bilateralne z prezydentami m.in.: Stanów Zjednoczonych i Ukrainy; wizyta w Dowództwie Transformacji NATO (ACT) i na lotniskowcu USS Theodore Roosevelt w Norfolk w stanie Wirginia; spotkania z przedstawicielami Polonii amerykańskiej; uczestnictwo w gali Rady Atlantyckiej oraz odebranie nagrody Global Citizen.                                                             |
| 67  | 18 października    | Niemcy                       | Frankfurt nad Odrą                  | Wizyty w Europejskim Uniwersytecie Viadrina oraz spotkanie z Prezydentem Niemiec Joachimem Gauckiem. |
| 68  | 21 października    | Mongolia                     | Ułan Bator                          | Spotkanie z prezydentem Mongolii Cachiagijnem Elbegdordżem, premierem i przewodniczącym Wielkiego Churału Państwowego Norowynem Altanchujagiem. Udział w polsko-mongolskim Forum Gospodarczym. Prezydentowi towarzyszy m.in.: żona Anna, a także wicepremier i minister gospodarki Janusz Piechociński oraz przedstawiciele polskiego biznesu.                                                                                           |
| 69  | 21–23 października | Korea Południowa             | Seul, Panmundżom                    | Spotkanie z prezydent Korei Park Geun-hye oraz z przewodniczącym Zgromadzenia Narodowego. Udział w szczycie gospodarczym; złożenie wieńca na Cmentarzu Narodowym. Udział w otwarciu Polsko-Koreańskiego Forum Współpracy Biznesu oraz gali „Polsko-Koreańska Noc Biznesu”; spotkanie ze studentami i kadrą Uniwersytetu Studiów Zagranicznych Hankuk. Wizyta w strefie zdemilitaryzowanej Panmundżom między Koreą Południową a Północną. |
| 70  | 4–5 listopada      | Izrael                       | Jerozolima, Betlejem, Tel Awiw-Jafa | Spotkanie z prezydentem Izraela Szimonem Peresem, a także z premierem Binjaminem Netanjahu. Wizyta w Instytucie Jad Waszem oraz otwarcie forum gospodarczego. Prezydentowi w podróży towarzyszy małżonka. |
| 71  | 6 listopada        | Palestyna                    | Betlejem                            | Spotkanie z prezydentem Palestyny Mahmudem Abbasem. |
| 72  | 28–29 listopada    | Litwa                        | Wilno                               | Uczestnictwo w III szczycie Partnerstwa Wschodniego. |
| 73  | 7–8 grudnia        | Arabia Saudyjska             | Rijad                               | Spotkanie z Następcą Tronu Królestwa Arabii Saudyjskiej Księciem Salmanem Bin Abdulaziz Al-Saudem, otworzenie Polsko-Saudyjskiego Forum Biznesu oraz spotkanie z Polonią. Prezydentowi w podróży towarzyszy żona Anna. |
| 74  | 8–9 grudnia        | Katar                        | Doha                                | Spotkanie Prezydenta RP z Emirem Kataru Tamimem Bin Hamadem Al-Thanim oraz rozmowa m.in.: na temat kwestii gazowych, współpracy gospodarczej oraz polskiego doświadczenia przy organizacji ME 2012 w piłce nożnej. Otworzenie polsko-katarskiego forum gospodarczego. |
| 75  | 10–12 grudnia      | Zjednoczone Emiraty Arabskie | Abu Dhabi, Dubaj                    | Spotkanie z następcą tronu Abu Dhabi Szejkiem Mohammedem Bin Zayed Al-Nahyan, oraz wiceprezydentem Zjednoczonych Emiratów Arabskich, Premierem, Ministrem Obrony, władcą Emiratu Dubaju Szejkiem Mohammedem Bin Rashid Al-Maktoum. Prezydent i towarzysząca mu grupa kilkudziesięciu polskich biznesmenów wezmą udział w otwarciu Polsko-Emirackiego Forum Gospodarczego.                                                                |

### Rok 2014
Wykaz podróży zagranicznych Bronisława Komorowskiego w 2014 roku.
| Lp. | Termin             | Państwo                        | Miejsce                                        | Szczegóły spotkania |
| --- | ------------------ | ------------------------------ | ---------------------------------------------- | --- |
| 76  | 5–6 marca          | Turcja                         | Ankara, Stambuł, Polonezköy                    | Oficjalna wizyta Prezydenta RP z małżonką, w ramach obchodów 600-lecia nawiązania stosunków dyplomatycznych między Polską a Turcją. Spotkanie z Prezydentem Turcji Abdullahem Gülem. Wspólne otwarcie polsko-tureckiego forum gospodarczego w Stambule. Odwiedzenie polskiej osady pod Stambułem – Polonezköy (Adampol) oraz zwiedzenie polskiego cmentarza. |
| 77  | 21–22 marca        | Węgry                          | Budapeszt, Eger                                | Wizyta oficjalna Pary Prezydenckiej na Węgrzech. Spotkanie z prezydentem Węgier Jánosem Áderem; rozmowy na temat współpracy krajów w ramach Grupy Wyszehradzkiej, sytuacji na Ukrainie i Krymie, na drugi dzień wspólny udział w obchodach Dnia Przyjaźni Polsko-Węgierskiej w Egerze. |
| 78  | 24–25 kwietnia     | Czechy                         | Praga                                          | Spotkanie w Pradze z okazji 5. rocznicy Partnerstwa Wschodniego. Rozmowa m.in. z Prezydentem Czech Milošem Zemanem oraz Azerbejdżanu – Ilhamem Alijewem. |
| 79  | 26–28 kwietnia     | Włochy Watykan                 | Rzym, Watykan                                  | Trzydniowa wizyta w Rzymie i Watykanie. Udział w kanonizacji papieży Jana Pawła II i Jana XXIII; spotkanie m.in. z papieżem Franciszkiem i sekretarzem stanu Stolicy Apostolskiej kard. Pietro Parolinem oraz z prezydentem Włoch Giorgio Napolitano. |
| 80  | 6 czerwca          | Francja                        | Mont-Ormel, Ouistreham, Grainville-Langannerie | Obecność na uroczystościach z okazji 70. rocznicy lądowania aliantów w Normandii na plaży Sword nieopodal Ouistreham. Odwiedzenie Memoriału Mont-Ormel, upamiętniającego bitwę z sierpnia 1944 roku między wojskami polskimi a niemieckimi. Prezydenci Polski Bronisław Komorowski i Francji François Hollande współprzewodniczyli polsko-francuskim obchodom na cmentarzu polskim w Grainville-Langannerie, gdzie spoczywa 615 żołnierzy 1 Dywizji Pancernej gen. Stanisława Maczka, poległych w walkach pod Caen i Falaise. |
| 81  | 7 czerwca          | Ukraina                        | Kijów                                          | Udział Prezydenta RP w inauguracji prezydentury Petra Poroszenki. Rozmowy z Prezydentem Ukrainy Poroszenką, Prezydent Litwy Dalią Grybauskaitė oraz przewodniczącym Rady Europejskiej Hermanem Van Rompuyem. |
| 82  | 16 czerwca         | Węgry                          | Budapeszt                                      | Udział Prezydenta RP w obchodach 25-lecia ponownego pogrzebu węgierskiego premiera z okresu rewolucji 1956 roku – Imre Nagya.Spotkania z prezydentami Grupy Wyszehradzkiej i Niemiec. |
| 83  | 29 lipca           | Niemcy                         | Berlin                                         | Otwarcie w Berlinie przez Prezydenta RP i prezydenta Niemiec Joachima Gaucka wystawy pt. Powstanie Warszawskie 1944 z okazji 70. rocznicy powstania warszawskiego. |
| 84  | 29 sierpnia        | Słowacja                       | Bańska Bystrzyca                               | Wizyta Prezydenta RP z okazji 70. rocznicy słowackiego powstania narodowego. Rozmowy z prezydentem Słowacji Andrejem Kiską oraz z prezydentem Czech Miloszem Zemanem. |
| 85  | 4–5 września       | Wielka Brytania · Walia · NATO | Newport                                        | Udział Prezydenta RP w szczycie NATO. Rozmowy z sekretarzem generalnym NATO – Andersem Foghiem Rassmusenem, prezydentem Ukrainy Petro Poroszenką. |
| 86  | 9–10 września      | Niemcy                         | Berlin                                         | Wygłoszenie przez prezydenta RP przemówienia w Bundestagu z okazji 75. rocznicy II wojny światowej. Spotkania z kanclerz Niemiec – Angelą Merkel oraz prezydentem Niemiec Joachimem Gauckiem. |
| 87  | 20 września        | Holandia                       | Driel                                          | Prezydent RP wziął udział w obchodach 70. rocznicy bitwy pod Arnhem, w której walczyli polscy spadochroniarze. Spotkania z królem Holandii – Wilhelma Aleksandra oraz przedstawicielami rządu Holandii. Złożenie wieńców pod pomnikiem Surge Polonia i pomnikiem gen. Sosabowskiego. Spotkanie z weteranami. |
| 88  | 23–26 września     | Stany Zjednoczone ONZ          | Nowy Jork                                      | Udział prezydenta RP w ceremonii otwarcia szczytu klimatycznego ONZ oraz wystąpienie na 69. sesji Zgromadzenia Ogólnego Narodów Zjednoczonych. Spotkanie z Dowództwem operacji Specjalnych Sił Zbrojnych USA oraz pokaz ćwiczeń w Forcie Bragg w Karolinie Północnej. spotkanie z przedstawicielami Polonii i wręczenie odznaczenia państwowe w polskim konsulacie w Nowym Jorku. Wygłoszenie wykładu na Uniwersytecie Columbia. Spotkania z sekretarzem generalnym ONZ – Ban Ki Munem.                                       |
| 89  | 29–30 września     | Portugalia                     | Braga                                          | Udział prezydenta RP w X spotkaniu prezydentów państw Grupy Arraiolos otaz zwiedzanie Międzynarodowego Iberyjskiego Laboratorium Nanotechnologicznego. Spotkania min. z prezydentami państw Grupy Wyszehradzkiej, Niemiec, Austrii, Finlandii oraz Bułgarii i Estonii. |
| 90  | 9–10 października  | Niemcy                         | Lipsk                                          | Udział prezydenta RP w obchodach 25. rocznicy pokojowej rewolucji w Lipsku. Uczestnictwo w specjalnym koncercie w filharmonii Gewandhaus. Spotkania z Joachimem Gauckiem oraz Miloszem Zemanem, Andrejem Kiską i Janos Aderem. |
| 91  | 29–31 października | Włochy                         | Rzym, Palermo                                  | Udział prezydenta RP w spotkaniu z przedstawicielami włoskiego przemysłu oraz biznesu. Złożenie wieńca laurowego na Grobie Nieznanego Żołnierza na Ołtarzu Ojczyzny. Wygłoszenie wykładu podczas 125. kursu Akademii Obrony NATO oraz na Uniwersytecie W Palermo. Spotkania z prezydentem Włoch Giorgio Napolitano z premierem Matteo Renzim oraz z przewodniczącymi Senatu i Izby Deputowanych – Pietro Grasso i Laurą Boldrini.                                                                                             |
| 92  | 17 listopada       | Słowacja                       | Bratysława                                     | Udział prezydenta RP w obchodach 25. rocznicy aksamitnej rewolucji w Bratysławie. Zapalenie zniczy pod pomnikiem świeczkowej rewolucji. Spotkania z Joachimem Gauckiem, Petro Poroszenkoą oraz Andrejem Kiską i Janos Aderem. Odwiedzenie grobu Václava Havla i spotkanie z przedstawicielami czeskiej Polonii. |
| 93  | 18 listopada       | Czechy                         | Praga                                          | Spotkanie prezydentów na oficjalnym śniadaniu na Hradczanach. Udział w otwarciu wystawy poświęconej wydarzeniom 17 listopada 1939 i 1989 roku, odsłonięciu tablicy pamiątkowej z okazji 25. rocznicy aksamitnej rewolucji, a także w dyskusji z praskimi studentami. Spotkanie z prezydentem Czech Miloszem Zemanem. Odwiedzenie grobu Václava Havla i spotkanie z przedstawicielami czeskiej Polonii. |
| 94  | 20 listopada       | Mołdawia                       | Kiszyniów                                      | Udział prezydenta RP w spotkaniu z prezydentem Mołdawii Nicolae Timofti i prezydentem Ukrainy Petro Poroszenko. Rozmowy Również z przewodniczącym mołdawskiego parlamentu Igor Cormanem i premierem Iurie Leancă. Odsłonienie popiersia marszałka Józefa Piłsudskiego. Złożenie wieńców przed pomnikiem Stefana Wielkiego. |
| 95  | 2 grudnia          | Estonia                        | Tallinn                                        | Udział prezydenta RP w spotkaniu z prezydentami państw Grupy Wyszehradzkiej – Toomasem Hendrik Ilvesem, Dalią Grybauskaitė i Andrisem Berzinsem. Spotkanie z premierem Estonii Taavim Rõivasem. Rozmowy o kwestiach bezpieczeństwa w regionie w obliczu konfliktu na Ukrainie, wynikach szczytu NATO w Walii oraz o regionalnej współpracy w zakresie transportu i energetyki. |
| 96  | 11–12 grudnia      | Czechy                         | Praga                                          | Udział prezydenta RP w spotkaniu prezydentów państw Grupy Wyszehradzkiej, Republiki Austrii – Heinzem Fischerem i Republiki Słowenii – Borutem Pahorem. Prezydenci wspólnie otworzyli wystawę zatytułowaną „Dunaj-Odra-Łaba”. Wieczorem wzięli udział w oficjalnym obiedzie wydanym przez prezydenta Republiki Czeskiej Milosza Zemana. |

### Rok 2015
Wykaz podróży zagranicznych Bronisława Komorowskiego w 2015 roku.
| Lp. | Termin        | Państwo  | Miejsce         | Szczegóły spotkania |
| --- | ------------- | -------- | --------------- | --- |
| 97  | 20–21 lutego  | Niemcy   | Hamburg         | Oficjalna wizyta Prezydenta RP z małżonką w Hamburgu. Uczestnictwo wraz z prezydentem Niemiec Joachimem Gauckiem w uczcie świętego Macieja, wydawanej co roku przez władze Wolnego Hanzeatyckiego Miasta Hamburg. Motyw przewodni tegorocznego spotkania to 25. rocznica zjednoczenia Niemiec. |
| 98  | 22 lutego     | Ukraina  | Kijów           | Oficjalna wizyta Prezydenta RP w Kijowie. Uczestnictwo wraz z przywódcami europejskimi m.in. Joachimem Gauckiem, Dalią Grybauskaitė i Taavim Rõivasem w obchodach 1. rocznicy wybuchu ukraińskiej rewolucji na Majdanie. Uczestnictwo w Marszu Godności ulicami Kijowa. Rozmowy z prezydentem Ukrainy Petro Poroszenko i szefem Rady Europejskiej Donaldem Tuskiem. |
| 99  | 26–27 lutego  | Japonia  | Tokio           | Oficjalna wizyta Prezydenta RP w Japonii. Oficjalna audiencja u Cesarza Japonii Akihito i Cesarzową Michiko. Rozmowy z premierem Japonii – Shinzō Abe oraz przedstawicielami japońskiego parlamentu. Udział w polsko-japońskim forum gospodarczym w Tokio. Spotkanie ze studentami i kadrą profesorską Wydziału Polonistyki Tokijskiego Uniwersytetu Studiów Międzynarodowych. |
| 100 | 21–22 marca   | Belgia   | Bruksela        | Oficjalna wizyta Prezydenta RP w Brukseli. Wystąpienie na corocznym Brussels Forum organizowanym przez German Marshall Fund. Wizyta w ambasadzie RP oraz spotkanie z belgijską Polonia, wręczenie odznaczeń. Spotkania z szefem Rady Europejskiej Donaldem Tuskiem i prezydentem Estonii Toomasem Hendrikiem Ilvesem. |
| 101 | 29 marca      | Tunezja  | Tunis           | Oficjalna wizyta Prezydenta RP w Tunezji. Uczestnictwo w marszu przeciw terroryzmowi będącym reakcją na zamach terrorystyczny z 18 marca w Muzeum Narodowym Bardo, w którym zginęły 23 osoby, w tym trzech Polaków. Odsłonięcie tablicy upamiętniającej ofiary ataku. Spotkania z prezydentem Tunezji Al-Badżi Ka’id as-Sibsi, prezydentem Francji François Hollande’em, premierem Włoch Matteo Renzim i przywódcą Palestyny Mahmudem Abbasem.                                                                          |
| 102 | 8–9 kwietnia  | Ukraina  | Kijów, Bykownia | Oficjalna wizyta Prezydenta RP na Ukrainie. Wystąpienie w ukraińskim parlamencie. Złożenia kwiatów na Grobie Nieznanego Żołnierza. Udział w obchodach 75. rocznicy zbrodni katyńskiej na terenie Państwowego Memoriału Ofiar Totalitaryzmu. Odwiedzenie Polskiego Cmentarza Wojennego. Spotkania z prezydentem Ukrainy Petro Poroszenko, premierem Arsenijem Jaceniukiem oraz przewodniczącym Rady Najwyższej Ołeksandr Turczynowem i ukraińską Polonią.                                                                |
| 103 | 19–20 czerwca | Słowacja | Bratysława      | Oficjalna wizyta Prezydenta RP na Słowacji. Wystąpienie na szczycie GLOBSEC 2015 w Bratysławie. Spotkanie z prezydentem Słowacji Andrejem Kiską. Odebranie czesko-słowackiej nagrody transatlantyckiej. |
| 104 | 29 czerwca    | Litwa    | Kowno           | Oficjalna wizyta Prezydenta RP na Litwie. W Kownie Bronisław Komorowski otrzymał tytułu doktora honoris causa Uniwersytetu Witolda Wielkiego. Honorowy tytuł prezydentowi Komorowskiemu został nadany za wzmacnianie demokracji, rozwój dobrych stosunków między Polską i Litwą oraz pielęgnowanie wartości kultur narodowych. Udział w uroczystości brali premier Litwy Algirdas Butkeviczius i minister spraw zagranicznych Linas Linkeviczius. List gratulacyjny przysłała także prezydent Litwy Dalia Grybauskaitė. |
| 105 | 30 czerwca    | Łotwa    | Ryga            | Oficjalna wizyta Prezydenta RP na Łotwie. W Rydze prezydent Komorowski spotkał się z prezydentem Łotwy Andrisem Berzinsem. Wzięli udział w prezentacji księgi „Terra Mariana”. Bronisław Komorowski odwiedził także miejscowość Kurnene, gdzie sięgają korzenie jego rodziny. |
| 106 | 2–3 lipca     | Ukraina  | Kijów           | Oficjalna wizyta Prezydenta RP na Ukrainie. Na Lwowskim Narodowym Uniwersytecie im. Iwana Franki Bronisław Komorowski odebrał tytuł doktora honoris causa. Prezydent złożył kwiaty na Cmentarzu Obrońców Lwowa i pod Pomnikiem Ukraińskiej Armii Galicyjskiej. Odbyło się spotkanie z prezydentem Ukrainy Petro Poroszenko. |
| 107 | 9–10 lipca    | Niemcy   | Berlin          | Oficjalna wizyta Prezydenta RP na Niemczech. Bronisław Komorowski spotkał się z prezydentem Niemiec Joachimem Gauckiem, ministrem spraw zagranicznych Frankiem- Walterem Steinmeierem, a także przewodniczącym Bundestagu Norbertem Lammertem. Para prezydencka złożyła też kwiaty pod fragmentem muru Stoczni Gdańskiej. Prezydent wygłosił wywiad w fundacji Konrada Adenauera. |

## Spotkania z szefami państw, rządów i instytucji międzynarodowych w kraju
Pięćdziesiąt spotkań z zagranicznymi szefami państw, szefami rządów i instytucji międzynarodowych odbyło się w Polsce; zdecydowana większość w Warszawie. Pierwsze było symboliczne „spotkanie na szczycie” – na Śnieżce – z prezydentem Czech Václavem Klausem.
| Lp. | Termin                  | Miejsce             | Szczegóły spotkania |
| --- | ----------------------- | ------------------- | --- |
| 1   | 10 sierpnia 2010        | Śnieżka             | Spotkanie z prezydentem Czech Václavem Klausem. |
| 2   | 8 września 2010         | Krynica-Zdrój       | XX Forum Ekonomiczne; spotkania m.in. z szefem Komisji Europejskiej José Manuelem Barroso, przewodniczącym PE Jerzym Buzkiem i prezydentem Estonii Toomasem Hendrikiem Ilvesem. |
| 3   | 10 września 2010        | Tomaszowice         | Udział, wraz z premierem Luksemburga Jean-Claude’em Junckerem, w konferencji nt. roli Kościoła katolickiego w integracji europejskiej. |
| 4   | 6 grudnia 2010          | Warszawa            | Spotkanie z prezydentem Rosji Dmitrijem Miedwiediewem. |
| 5   | 7 grudnia 2010          | Warszawa            | Spotkanie z prezydentem Niemiec Christianem Wulffem. |
| 6   | 27 stycznia 2011        | Oświęcim            | Udział, wraz z prezydentem Niemiec Christianem Wulffem, w obchodach 66. rocznicy wyzwolenia obozu Auschwitz Birkenau. |
| 7   | 3 lutego 2011           | Warszawa            | Spotkanie z prezydentem Ukrainy Wiktorem Janukowyczem. |
| 8   | 7 lutego 2011           | Warszawa            | Spotkanie z prezydentem Francji Nicolasem Sarkozym i kanclerz Niemiec Angelą Merkel w ramach szczytu Trójkąta Weimarskiego. |
| 9   | 14 marca 2011           | Wisła               | Robocze spotkanie z prezydentem Łotwy Valdisem Zatlersem. |
| 10  | 15 marca 2011           | Warszawa            | Spotkanie z Przewodniczącym RE Hermanem Van Rompuyem. |
| 11  | 17 marca 2011           | Warszawa            | Spotkanie z sekretarzem generalnym NATO Andersem Rasmussenem. |
| 12  | 22–23 marca 2011        | Warszawa, Poznań    | Spotkanie z prezydentem Węgier Pálem Schmittem; wspólna inauguracja Dnia Przyjaźni Polsko-Węgierskiej w Poznaniu. |
| 13  | 6 kwietnia 2011         | Warszawa            | Spotkanie z premierem Malty Lawrence’em Gonzim. |
| 14  | 7 kwietnia 2011         | Warszawa            | Spotkanie z premierem Grecji Jeoriosem Papandreu. |
| 15  | 4–5 maja 2011           | Warszawa            | Spotkanie z królem Szwecji Karolem XVI Gustawem i królową Sylwią w ramach ich trzydniowej wizyty w Polsce (4–6 maja; Warszawa–Wrocław–Świdnica). |
| 16  | 27–28 maja 2011         | Warszawa            | Udział w XVII Szczycie Państw Europy Środkowo-Wschodniej wraz z prezydentami Albanii, Austrii, Bośni i Hercegowiny, Bułgarii, Chorwacji, Czech, Czarnogóry, Estonii, Kosowa, Litwy, Łotwy, Macedonii, Mołdawii, Niemiec, Słowacji, Słowenii, Ukrainy, Węgier i Włoch.                                      |
| 17  | 27–28 maja 2011         | Warszawa            | Spotkanie z prezydentem Stanów Zjednoczonych Barackiem Obamą – gościem specjalnym Szczytu Europy Środkowo-Wschodniej. |
| 18  | 6 czerwca 2011          | Warszawa            | Spotkanie z prezydentem Turcji Abdullahem Gülem w ramach jego dwudniowej wizyty w Polsce. |
| 19  | 16 czerwca 2011         | Warszawa            | Spotkanie z prezydent Szwajcarii Micheline Calmy-Rey. |
| 20  | 17 czerwca 2011         | Warszawa            | Spotkanie z przedstawicielami Konferencji Przewodniczących PE m.in. z przewodniczącym Jerzym Buzkiem. |
| 21  | 1 lipca 2011            | Warszawa            | Spotkanie z Przewodniczącym RE Hermanem Van Rompuyem w ramach inauguracji polskiej prezydencji w Radzie Unii Europejskiej. |
| 22  | 9–10 lipca 2011         | Gdańsk, Hel         | Spotkanie z Kanclerz Niemiec Angelą Merkel, podczas prywatnej wizyty na zaproszenie Prezydenta RP. |
| 23  | 30 sierpnia 2011        | Hel                 | Spotkanie z Prezydentem Ukrainy Wiktorem Janukowyczem, podczas prywatnej wizyty w prezydenckiej rezydencji na Mierzei Helskiej. |
| 24  | 8–9 września 2011       | Kraków, Tomaszowice | Spotkanie z prezydentem RFN Christianem Wulffem i wspólny udział w XI Międzynarodowej Konferencji z cyklu Rola Kościoła katolickiego w procesie integracji europejskiej. |
| 25  | 29 września 2011        | Warszawa            | Spotkanie z prezydentem Ukrainy Wiktorem Janukowyczem w związku ze szczytem Partnerstwa Wschodniego. |
| 26  | 29 września 2011        | Warszawa            | Spotkanie z premierem Francji François Fillonem w związku ze szczytem Partnerstwa Wschodniego. |
| 27  | 20 października 2011    | Warszawa            | Spotkanie z emirem Państwa Kataru Hamadem ibn Chalifą as-Sanim. |
| 28  | 4 listopada 2011        | Warszawa            | Odznaczenie wicepremiera Węgier, Tibora Navracsicsa, Krzyżem Komandorskim z Gwiazdą Orderu Zasługi Rzeczypospolitej Polskiej. |
| 29  | 9 listopada 2011        | Warszawa            | Spotkanie z prezydentem Republiki Estońskiej, Toomasem Hendrikiem Ilvesem. Głównym tematem rozmów był ogólnoświatowy kryzys finansowy i bezpieczeństwo energetyczne obu krajów. |
| 30  | 15 listopada 2011       | Wrocław             | Spotkanie z prezydentami Niemiec i Ukrainy – Ch. Wulffem i W. Janukowyczem – z okazji 200. rocznicy założenia Państwowego Uniwersytetu we Wrocławiu. Tematem późniejszych rozmów trójstronnych była integracja Ukrainy z Unią Europejską i sprawa procesu byłej premier Ukrainy – Julii Tymoszenko.        |
| 31  | 16 lutego 2012          | Warszawa            | Spotkanie z prezydentem Łotwy Andrisem Bērziņšem; głównym tematem rozmowy była energetyka. |
| 32  | 3 marca 2012            | Witów, Orawice      | Spotkanie z prezydentem Słowacji Ivanem Gašparovičem, rozmowy na temat współpracy przygranicznej i w dziedzinie energetyki, szczytu NATO w Chicago oraz napiętych stosunków na linii UE-Białoruś. Ponadto prezydenci otworzyli IV Masowy, Rekreacyjny Bieg Narciarski „Szlak bez granic”.                  |
| 33  | 21 marca 2012           | Warszawa            | Spotkanie z premierem Ukrainy Mykołą Azarowem. |
| 34  | 27 marca 2012           | Warszawa            | Kurtuazyjne spotkanie i rozmowa z nowo zaprzysiężonym prezydentem Niemiec Joachimem Gauckiem. |
| 35  | 17 kwietnia 2012        | Warszawa            | Spotkanie z prezydentami Łotwy i Estonii Andrisem Bērziņšem oraz Toomasem Hendrikiem Ilvesem, którego głównym celem było opracowanie wspólnej strategii na majowy szczyt NATO. |
| 36  | 25 kwietnia 2012        | Warszawa            | Spotkanie z premierem Chińskiej Republiki Ludowej Wenem Jiabao. |
| 37  | 9–11 maja 2012          | Warszawa, Kraków    | Spotkanie i rozmowy z JKM Królem Norwegii Haraldem V oraz królową Sonją; otwarcie konferencji Partnerstwo polsko-norweskie, udział w seminarium Wyzwania i współpraca w dziedzinie obrony i bezpieczeństwa, udział wraz z Parą Królewską w inauguracji programu badawczego na Uniwersytecie Jagiellońskim. |
| 38  | 9 czerwca 2012          | Warszawa            | Spotkanie z prezydentem Ukrainy Wiktorem Janukowyczem oraz wspólny udział w otwarciu UEFA EURO2012. |
| 39  | 10–13 czerwca 2012      | Warszawa            | Spotkanie z prezydentem Włoch Giorgio Napolitano; wspólny udział w polsko-włoskim forum gospodarczym oraz obejrzenie meczu Hiszpania-Włochy grupy C UEFA EURO2012. |
| 40  | 28 czerwca 2012         | Warszawa            | Spotkanie z prezydentem Węgier Jánosem Áderem oraz wspólne obejrzenie meczu półfinałowego Niemcy-Włochy mistrzostw UEFA EURO2012. |
| 41  | 29 czerwca 2012         | Warszawa            | Spotkanie z emirem Państwa Kataru Hamadem ibn Chalifą as-Sanim. |
| 42  | 24 lipca 2012           | Warszawa            | Spotkanie z Wysokim przedstawicielem Unii do spraw zagranicznych i polityki bezpieczeństwa Catherine Ashton. |
| 43  | 2 sierpnia 2012         | Kostrzyn nad Odrą   | Otwarcie z prezydentem RFN Joachimem Gauckiem festiwalu Przystanek Woodstock. |
| 44  | 21–22 sierpnia 2012     | Trójmiasto, Hel     | Spotkanie z Prezydentem Estonii Toomasem Hendrikiem Ilvesem podczas jego prywatnej wizyty w Polsce na zaproszenie Prezydenta RP. |
| 45  | 4 września 2012         | Krynica-Zdrój       | Spotkanie z Prezydentem Chorwacji Ivo Josipoviciem podczas Forum Ekonomicznego w Krynicy. |
| 46  | 11–12 października 2012 | Warszawa            | Spotkanie z prezydentem Republiki Czeskiej Václavem Klausem i jego małżonką w ramach ich dwudniowej oficjalnej i pożegnalnej wizyty w Polsce. |
| 47  | 17 października 2012    | Warszawa            | Spotkanie z księciem Monako Albertem II Grimaldim i jego małżonką księżną Charlene. |
| 48  | 18 października 2012    | Warszawa            | Spotkanie z Wielkim Mistrzem Zakonu Maltańskiego Fra’ Matthew Festingiem. |
| 49  | 29 października 2012    | Warszawa            | Rozmowa z premierem Mołdawii Vladem Filatem. |
| 50  | 16 listopada 2012       | Warszawa            | Spotkanie i rozmowa z prezydentem Republiki Francuskiej François Hollande’em. |
| 51  | 6 grudnia 2012          | Warszawa            | Spotkanie z prezydentem Gruzji Micheilem Saakaszwilim. |
| 52  | 18–19 stycznia 2013     | Wisła               | Spotkanie z prezydentem Słowacji Ivanem Gašparovičem oraz ustępującym prezydentem Republiki Czeskiej Václavem Klausem. |
| 53  | 21 stycznia 2013        | Warszawa            | Spotkanie z prezydentem Mongolii Cachiagijnem Elbegdordżem. |
| 54  | 12 lutego 2013          | Warszawa            | Spotkanie i rozmowa z premierem Litwy Algirdasem Butkevičiusem. |
| 55  | 21 lutego 2013          | Wisła               | Spotkanie z prezydentem Słowacji Ivanem Gašparovičem i z prezydentem Ukrainy Wiktorem Janukowyczem. |
| 56  | 27 lutego 2013          | Warszawa            | Spotkanie z Przewodniczącym RE Hermanem Van Rompuyem. |
| 57  | 22 marca 2013           | Warszawa            | Spotkanie i rozmowa z prezydentem Węgier Jánosem Áderem. |
| 58  | 11 kwietnia 2013        | Warszawa            | Spotkanie z prezydentem Gruzji Micheilem Saakaszwilim. |
| 59  | 19 kwietnia 2013        | Warszawa            | Spotkanie i rozmowa z Przewodniczącym PE Martinem Schulzem. |
| 60  | 23–25 maja 2013         | Warszawa            | Spotkanie i rozmowa z nowo zaprzysiężony Prezydentem Czech Miloszem Zemanem. |
| 61  | 6 czerwca 2013          | Warszawa            | Spotkanie z sekretarzem generalnym NATO Andersem Rasmussenem. |
| 62  | 16 czerwca 2013         | Warszawa            | Spotkanie i rozmowa z Premierem Japonii Shinzō Abe. |
| 63  | 25 czerwca 2013         | Warszawa            | Spotkanie i rozmowa z Prezydentem Armenii Serżem Sargsjanem. |
| 64  | 2–3 lipca 2013          | Wisła               | Spotkanie prezydentów Grupy Wyszehradzkiej: Polski, Czech, Słowacji i Węgier, z prezydentem Ukrainy. |
| 65  | 8 lipca 2013            | Warszawa            | Spotkanie i rozmowa z Prezydentem Grecji Karolosem Papouliasem. |
| 66  | 7 października 2013     | Kraków              | Spotkanie i rozmowy z prezydentami: Niemiec – Joachimem Gauckiem, Włoch – Giorgio Napolitano i Ukrainy – Wiktorem Janukowyczem. |
| 67  | 8–9 października 2013   | Kraków              | Spotkanie prezydentów państw Grupy Arraiolos: Finlandii, Łotwy, Niemiec, Polski, Portugalii i Włoch oraz prezydentów Bułgarii i Estonii. |
| 68  | 18 października 2013    | Słubice             | Udział, wraz z Prezydentem Niemiec Joachimem Gauckiem w inauguracji roku akademickiego w Collegium Polonicum w Słubicach. |
| 69  | 4 czerwca 2014          | Warszawa            | Spotkanie ze światowymi przywódcami podczas obchodów 25. rocznica wyborów 1989 roku. |
| 70  | 1 września 2014         | Gdańsk              | Udział, wraz z Prezydentem Niemiec Joachimem Gauckiem w uroczystościach z okazji 75. rocznicy wybuchu II wojny światowej. |
| 71  | 27 stycznia 2015        | Kraków              | Spotkanie i rozmowa z Prezydentem Francji François Hollande’em. |
| 72  | 27–28 stycznia 2015     | Kraków              | Spotkanie z Prezydentem Ukrainy Petrem Poroszenką i wspólny udział w obchodach 70. rocznicy wyzwolenia niemieckiego obozu Auschwitz-Birkenau. |
| 73  | 20–21 marca 2015        | Katowice            | Spotkanie z Prezydentem Węgier Jánosem Áderem, oraz wspólny udział w obchodach Dnia Przyjaźni Polsko-Węgierskiej. |
| 74  | 7–8 maja 2015           | Gdańsk              | Udział, wraz z prezydentami Bułgarii, Chorwacji, Cypru, Czech, Estonii, Rumunii i Ukrainy oraz premierem Słowacji w obchodach 70. rocznicy zakończenia II wojny światowej, oraz trójstronne spotkanie z Prezydentem Ukrainy Petrem Poroszenką i sekretarzem generalnym ONZ Ban Ki Munem.                   |

## Listy uwierzytelniające
Poniższe tabele przedstawia listę przyjętych przez Bronisława Komorowskiego, od 6 sierpnia 2010 r. – dnia zaprzysiężenia na urząd Prezydenta RP, listów uwierzytelniających od nowych ambasadorów w Polsce.

### Rok 2010
| Lp. | Termin          | Państwo            | Tytuł                                                                       | Imię i nazwisko                    |
| --- | --------------- | ------------------ | --------------------------------------------------------------------------- | ---------------------------------- |
| 1   | 27 sierpnia     | Malta              | Ambasador Nadzwyczajny i Pełnomocny Republiki Malty w RP                    | Godwin Montanaro                   |
| 2   |                 | Wietnam            | Ambasador Nadzwyczajny i Pełnomocny Socjalistycznej Republiki Wietnamu w RP | Nguyễn Hoàng                       |
| 3   |                 | Tajlandia          | Ambasador Nadzwyczajny i Pełnomocny Królestwa Tajlandii w RP                | Akrasid Amatayakul                 |
| 4   |                 | Irak               | Ambasador Nadzwyczajny i Pełnomocny Republiki Iraku w RP                    | Saad A.W. Jawad Kindeel            |
| 5   | 30 sierpnia     | Macedonia Północna | Ambasador Nadzwyczajny i Pełnomocny Republiki Macedonii w RP                | Fatmir Xheladini                   |
| 6   |                 | ChRL               | Ambasador Nadzwyczajny i Pełnomocny Chińskiej Republiki Ludowej w RP        | Sun Yuxi                           |
| 7   |                 | Azerbejdżan        | Ambasador Nadzwyczajny i Pełnomocny Republiki Azerbejdżanu w RP             | Hasan Aziz Hasanov                 |
| 8   |                 | Mołdawia           | Ambasador Nadzwyczajny i Pełnomocny Republiki Mołdawii w RP                 | Iurie Bodrug                       |
| 9   | 7 września      | Belgia             | Ambasador Królestwa Belgii w RP                                             | Raoul Delcorde                     |
| 10  |                 | Niemcy             | Ambasador Republiki Federalnej Niemiec w RP                                 | Rüdiger Freiherr von Fritsch       |
| 11  |                 | Dania              | Ambasador Królestwa Danii w RP                                              | Thomas Østrup Møller               |
| 12  |                 | Rosja              | Ambasador Federacji Rosyjskiej w RP                                         | Aleksander Aleksiejew              |
| 13  |                 | Ukraina            | Ambasador Ukrainy w RP                                                      | Markian Malskiy                    |
| 14  | 15 września     | Watykan            | Nuncjusz apostolski w RP                                                    | Abp Celestino Migliore             |
| 15  | 6 października  | Indie              | Ambasador Nadzwyczajny i Pełnomocny Republiki Indii w RP                    | Deepak Vohra                       |
| 16  |                 | Pakistan           | Ambasador Nadzwyczajny i Pełnomocny Islamskiej Republiki Pakistanu w RP     | Murad Ali                          |
| 17  |                 | Irlandia           | Ambasador Nadzwyczajny i Pełnomocny Irlandii w RP                           | Eugene Hutchinson                  |
| 18  |                 | Iran               | Ambasador Nadzwyczajny i Pełnomocny Islamskiej Republiki Iranu w RP         | Samadali Lakizadeh                 |
| 19  | 27 października | Luksemburg         | Ambasador Wielkiego Księstwa Luksemburga w RP                               | Conrad Bruch                       |
| 20  |                 | Arabia Saudyjska   | Ambasador Królestwa Arabii Saudyjskiej w RP                                 | Waleed Bin Taher Bin Hassan Radwan |
| 21  |                 | Tunezja            | Ambasador Republiki Tunezyjskiej w RP                                       | Ali Aidoudi                        |
| 22  |                 | Indonezja          | Ambasador Republiki Indonezji w RP                                          | Darmansjah Djumala                 |
| 23  | 22 grudnia      | Litwa              | Ambasador Nadzwyczajny i Pełnomocny Republiki Litewskiej w RP               | Loreta Zakarevičienė               |
| 24  |                 | Kuwejt             | Ambasador Nadzwyczajny i Pełnomocny Państwa Kuwejt w RP                     | Adel Mohammad Hayat                |

### Rok 2011
| Lp. | Termin      | Państwo           | Tytuł                                                                         | Imię i nazwisko                         |
| --- | ----------- | ----------------- | ----------------------------------------------------------------------------- | --------------------------------------- |
| 25  | 20 stycznia | Dominikana        | Ambasador Republiki Dominikańskiej w RP                                       | Alejandro González Pons                 |
| 26  |             | Brunei            | Ambasador Państwa Brunei Darussalam w RP                                      | Pehin Dato Mohammad Yusof bin Abu Bakar |
| 27  |             | Islandia          | Ambasador Republiki Islandii w RP                                             | Gunnar Snorii Gunnarsson                |
| 28  |             | Tadżykistan       | Ambasador Republiki Tadżykistanu w RP                                         | Imomudin Mirzoyevich Sattorov           |
| 29  | 29 kwietnia | Południowa Afryka | Ambasador Republiki Południowej Afryki w RP                                   | Lehlohonolo Shadrack Ted Pekane         |
| 30  |             | Słowacja          | Ambasador Republiki Słowackiej w RP                                           | Vasil Grivna                            |
| 31  |             | Gruzja            | Ambasador Gruzji w RP                                                         | Nikoloz Nikolozishvili                  |
| 32  | 20 maja     | Czarnogóra        | Ambasador Czarnogóry w RP                                                     | Ivan Leković                            |
| 33  |             | Salwador          | Ambasador Republiki Salwadoru w RP                                            | Anita Cristina Escher Echeverria        |
| 34  |             | Kenia             | Ambasador Republiki Kenii w RP                                                | Josephine Wangari Gaita                 |
| 35  |             | Bangladesz        | Ambasador Ludowej Republiki Bangladeszu w RP                                  | Muhammad Ali Sorcar                     |
| 36  |             | Honduras          | Ambasador Republiki Hondurasu w RP                                            | Efrain Anibal Diaz Arrivillaga          |
| 37  | 19 września | Szwecja           | Ambasador Królestwa Szwecji w RP                                              | Staffan Herrström                       |
| 38  |             | Wielka Brytania   | Ambasador Zjednoczonego Królestwa Wielkiej Brytanii i Irlandii Północnej w RP | Robin Barnett                           |
| 39  |             | Indie             | Ambasador Republiki Indii w RP                                                | Monica Mohta                            |
| 40  | 3 listopada | Filipiny          | Ambasador Republiki Filipin w RP                                              | Edgardo Rosario Manuel                  |
| 41  |             | Tunezja           | Ambasador Republiki Tunezyjskiej w RP                                         | Nadra Rais-Drije                        |
| 42  |             | Egipt             | Ambasador Arabskiej Republiki Egiptu w RP                                     | Reda Abdelrahman Bebars                 |
| 43  |             | Angola            | Ambasador Republiki Angoli w RP                                               | Domingos Culolo                         |
| 44  | 9 listopada | Szwajcaria        | Ambasador Konfederacji Szwajcarskiej w RP                                     | Lukas Beglinger                         |
| 45  |             | Kolumbia          | Ambasador Republiki Kolumbii w RP                                             | Victoria González Ariza                 |
| 46  |             | Japonia           | Ambasador Japonii w RP                                                        | Makoto Yamanaka                         |

### Rok 2012
| Lp. | Termin         | Państwo           | Tytuł                                                      | Imię i nazwisko                 |
| --- | -------------- | ----------------- | ---------------------------------------------------------- | ------------------------------- |
| 47  | 11 stycznia    | Palestyna         | Ambasador Palestyny w RP                                   | Azmi Al-Daqqa                   |
| 48  |                | Kuba              | Ambasador Republiki Kuby w RP                              | Juano Dagoberto Castro Martinez |
| 49  |                | Włochy            | Ambasador Republiki Włoskiej w RP                          | Riccardo Guariglia              |
| 50  | 17 stycznia    | Nepal             | Ambasador Federalnej Demokratycznej Republiki Nepalu w RP  | Suresh Prasad Pradhan           |
| 51  |                | Paragwaj          | Ambasador Republiki Paragwaju w RP                         | Raúl Florention Antola          |
| 52  |                | Oman              | Ambasador Sułtanatu Omanu w RP                             | Zainab Ali Said Al-Qasmiah      |
| 53  |                | Rwanda            | Ambasador Republiki Rwandy w RP                            | Hebson Makuvise                 |
| 54  |                | Zimbabwe          | Ambasador Republiki Zimbabwe w RP                          | Zainab Ali Said Al-Qasmiah      |
| 55  |                | San Marino        | Ambasador Republiki San Marino w RP                        | Wiktor Restis                   |
| 56  |                | Etiopia           | Ambasador Federalnej Demokratycznej Republiki Etiopii w RP | Fesseha Asghedom Tessema        |
| 57  |                | Botswana          | Ambasador Republiki Botswany w RP                          | Bernadette Sebage Rathedi       |
| 58  |                | Australia         | Ambasador Związku Australijskiego w RP                     | Jean Dunn                       |
| 59  | 11 kwietnia    | Meksyk            | Ambasador Meksykańskich Stanów Zjednoczonych w RP          | Ricardo Villanueva Hallal       |
| 60  |                | Korea Południowa  | Ambasador Republiki Korei w RP                             | Young-sun Paek                  |
| 61  |                | Cypr              | Ambasador Republiki Cypryjskiej w RP                       | Andreas Zenonos                 |
| 62  |                | Tajlandia         | Ambasador Królestwa Tajlandii w RP                         | Bansam Boonnag                  |
| 63  |                | Panama            | Ambasador Republiki Panamy w RP                            | Luis Alberto Madrid Caballero   |
| 64  | 29 czerwca     | Francja           | Ambasador Republiki Francuskiej w RP                       | Pierre Buhler                   |
| 65  |                | Czarnogóra        | Ambasador Czarnogóry w RP                                  | Ramiz Bašić                     |
| 66  |                | Kazachstan        | Ambasador Republiki Kazachstanu w RP                       | Yerik Utembayev                 |
| 67  |                | Mongolia          | Ambasador Mongolii w RP                                    | Ganbaatar Adiya                 |
| 68  | 27 sierpnia    | Malezja           | Ambasador Malezji w RP                                     | Jamaluddin bin Sabeh            |
| 69  |                | Turcja            | Ambasador Republiki Turcji w RP                            | Yusuf Ziya Özcan                |
| 70  |                | Nigeria           | Ambasador Federalnej Republiki Nigerii w RP                | Samuel Wodi Jimba               |
| 71  |                | Brazylia          | Ambasador Federacyjnej Republiki Brazylii w RP             | Jorge Geraldo Kadri             |
| 72  |                | Bułgaria          | Ambasador Republiki Bułgarii w RP                          | Vassiliy Christov Takev         |
| 73  | 9 października | ChRL              | Ambasador Chińskiej Republiki Ludowej w RP                 | Xu Jian                         |
| 74  |                | Węgry             | Ambasador Węgier w RP                                      | Iván Gyurcsík                   |
| 75  |                | Urugwaj           | Ambasador Wschodniej Republiki Urugwaju w RP               | Carlos Brugnini García Lagos    |
| 76  |                | Finlandia         | Ambasador Republiki Finlandii w RP                         | Jari Pekka Olavi Vilen          |
| 77  |                | Dania             | Ambasador Królestwa Danii w RP                             | Steen Hommel                    |
| 78  | 8 listopada    | Hiszpania         | Ambasador Królestwa Hiszpanii w RP                         | Agustín Núñez Martínez          |
| 79  |                | Grecja            | Ambasador Republiki Greckiej w RP                          | Tasia Athanasiou                |
| 80  |                | Stany Zjednoczone | Ambasador Stanów Zjednoczonych Ameryki w RP                | Stephen Donald Mull             |
| 81  | 13 grudnia     | Tunezja           | Ambasador Republiki Tunezyjskiej w RP                      | Slim Ben Jaâfar                 |

### Rok 2013
| Lp. | Termin          | Państwo       | Tytuł                                                    | Imię i nazwisko                      |
| --- | --------------- | ------------- | -------------------------------------------------------- | ------------------------------------ |
| 83  | 20 marca        | Kanada        | Ambasador Kanady w RP                                    | Alexandra Bugailiskis                |
| 84  |                 | Filipiny      | Ambasador Republiki Filipin w RP                         | Patricia Ann Villar Paez             |
| 85  |                 | Norwegia      | Ambasador Królestwa Norwegii w RP                        | Karsten Klepsvik                     |
| 86  |                 | Kostaryka     | Ambasador Republiki Kostaryki w RP                       | Isabel Montero de la Cámara          |
| 87  |                 | Boliwia       | Ambasador Wielonarodowego Państwa Boliwia w RP           | Elisabeth Salguero Carrillo          |
| 88  | 19 czerwca      | Nowa Zelandia | Ambasador Nowej Zelandii w RP                            | Wendy Hinton                         |
| 89  |                 | Liban         | Ambasador Republiki Libańskiej w RP                      | Michel Katra                         |
| 90  |                 | Maroko        | Ambasador Królestwa Marokańskiego w RP                   | Youns Tijani                         |
| 91  |                 | Irak          | Ambasador Republiki Iraku w RP                           | Asaad Sultan Hachem Abogulal         |
| 92  |                 | Rumunia       | Ambasador Rumunii w RP                                   | Elisabeth Salguero Carrillo          |
| 93  |                 | Gwatemala     | Ambasador Republiki Gwatemali w RP z siedzibą w Berlinie | Carlos Jiménez Licona                |
| 94  | 5 września      | Estonia       | Ambasador Republiki Estońskiej w RP                      | Eerik Marmei                         |
| 95  |                 | Łotwa         | Ambasador Republiki Łotewskiej w RP                      | Ilgvars Kļava                        |
| 96  |                 | Holandia      | Ambasador Królestwa Niderlandów w RP                     | Paul Bekkers                         |
| 97  |                 | Luksemburg    | Ambasador Wielkiego Księstwa Luksemburga w RP            | Georges Faber                        |
| 98  |                 | Mjanma        | Ambasador Republiki Związku Mjanmy w RP                  | Soe Nwe                              |
| 99  |                 | Oman          | Ambasador Sułtanatu Omanu w RP                           | Khalid Sulaiman Abdul Rahman Ba’Omar |
| 100 | 31 października | Malta         | Ambasador Republiki Malty w RP                           | Pierre Clive Agius                   |
| 101 |                 | Austria       | Ambasador Republiki Austrii w RP                         | Thomas Buchsbaum                     |
| 102 |                 | Portugalia    | Ambasador Republiki Portugalskiej w RP                   | Maria Amélia Maio de Paiva           |

### Rok 2014
| Lp. | Termin          | Państwo              | Tytuł                                                            | Imię i nazwisko                  |
| --- | --------------- | -------------------- | ---------------------------------------------------------------- | -------------------------------- |
| 103 | 11 lutego       | Wietnam              | Ambasador Socjalistycznej Republiki Wietnamu w RP                | Phạm Kiến Thiết                  |
| 104 |                 | Chorwacja            | Ambasador Republiki Chorwacji w RP                               | Andrea Bekić                     |
| 105 |                 | Czechy               | Ambasador Republiki Czeskiej w RP                                | Jakub Karfík                     |
| 106 |                 | Afganistan           | Ambasador Islamskiej Republiki Afganistanu w RP                  | Abdul Hai Haider                 |
| 107 |                 | Pakistan             | Ambasador Islamskiej Republiki Pakistanu w RP                    | Khalid Hussain Memon             |
| 108 |                 | Białoruś             | Ambasador Republiki Białorusi w RP                               | Aleksandr Averyanov              |
| 107 | 12 lutego       | Gwinea               | Ambasador Republiki Gwinei w RP                                  | Ibrahima Sory Sow                |
| 108 |                 | Burkina Faso         | Ambasador Burkina Faso w RP                                      | Marie Odile Bonkoungou-Balima    |
| 109 |                 | Jordania             | Ambasador Jordańskiego Królestwa Haszymidzkiego w RP             | Mazen Izeddin Abdalla Tal        |
| 110 |                 | Zambia               | Ambasador Republiki Zambii w RP                                  | Bwalya Stanley Kasonde Chiti     |
| 111 | 15 kwietnia     | Niemcy               | Ambasador Republiki Federalnej Niemiec w RP                      | Rolf Wilhelm Nikel               |
| 112 | 26 czerwca      | Korea Południowa     | Ambasador Republiki Korei w RP                                   | Ji-in Hong                       |
| 113 |                 | Iran                 | Ambasador Islamskiej Republiki Iranu w RP                        | Ramin Mehmanparast Nodehi        |
| 114 |                 | Libia                | Ambasador Państwa Libia w RP                                     | Hagi Ali Said Dhan               |
| 115 | 30 lipca        | Włochy               | Ambasador Republiki Włoskiej w RP                                | Alessandro De Pedys              |
| 116 |                 | Chile                | Ambasador Republiki Chile w RP                                   | Alfredo Garcia Castelblanco      |
| 117 |                 | Urugwaj              | Ambasador Wschodniej Republiki Urugwaju w RP                     | Pablo Ernesto Scheiner Correa    |
| 118 | 17 września     | Estonia              | Ambasador Republiki Estońskiej w RP                              | Harri Tiido                      |
| 119 |                 | Bośnia i Hercegowina | Ambasador Bośni i Hercegowiny w RP                               | Duško Kovačević                  |
| 120 |                 | Słowenia             | Ambasador Republiki Słowenii w RP                                | Robert Krmelj                    |
| 121 |                 | Albania              | Ambasador Republiki Albanii w RP                                 | Shpresa Kureta                   |
| 122 | 16 października | Argentyna            | Ambasador Republiki Argentyńskiej w RP                           | Patricia Beatriz Salas           |
| 123 |                 | Finlandia            | Ambasador Republiki Finlandii w RP                               | Hanna Katariina Lehtinen         |
| 124 |                 | Izrael               | Ambasador Państwa Izrael w RP                                    | Anna Azari                       |
| 125 |                 | Rosja                | Ambasador Federacji Rosyjskiej w RP                              | Sergey Andreev                   |
| 126 | 7 listopada     | Sri Lanka            | Ambasador Demokratyczno-Socjalistycznej Republiki Sri Lanki w RP | Dandeniyage Somachandra de Silva |
| 127 |                 | Belgia               | Ambasador Królestwa Belgii w RP                                  | Colette Taquet                   |
| 128 |                 | Litwa                | Ambasador Republiki Litewskiej w RP                              | Šarūnas Adomavičius              |
| 129 |                 | Ukraina              | Ambasador Ukrainy w RP                                           | Andrii Deshchytsia               |

### Rok 2015
| Lp. | Termin      | Państwo                      | Tytuł                                                      | Imię i nazwisko                   |
| --- | ----------- | ---------------------------- | ---------------------------------------------------------- | --------------------------------- |
| 130 | 8 stycznia  | Armenia                      | Ambasador Republiki Armenii w RP                           | Edgar Ghazaryan                   |
| 131 |             | Indonezja                    | Ambasador Republiki Indonezji w RP                         | Peter Frans Gontha                |
| 132 |             | Senegal                      | Ambasador Republiki Senegalu w RP                          | Khaly Adama Ndour                 |
| 133 |             | Wenezuela                    | Ambasador Boliwariańskiej Republiki Wenezueli              | Luis Adolfo Gómez Urdaneta        |
| 134 | 13 stycznia | Niger                        | Ambasador Republiki Nigru w RP                             | Aminatou Gaoh                     |
| 135 |             | Botswana                     | Ambasador Republiki Botswany w RP                          | Lameck Nthekla                    |
| 136 |             | Mali                         | Ambasador Republiki Mali w RP                              | Ba Hawa Keita Eps Baje            |
| 137 |             | Kambodża                     | Ambasador Królestwa Kambodży w RP                          | Chun Tai                          |
| 138 |             | Mozambik                     | Ambasador Republiki Mozambiku w RP                         | Amadeu Paulo da Conceição         |
| 139 | 14 stycznia | Panama                       | Ambasador Republiki Panamy w RP                            | Enrique Antonio Zarak Linares     |
| 140 |             | Tanzania                     | Ambasador Zjednoczonej Republiki Tanzanii w RP             | Philip Sang’ka Marmo              |
| 141 |             | Lesotho                      | Ambasador Królestwa Lesotho w RP                           | Matlotliso Lineo Lydia Ntoane     |
| 142 |             | Nikaragua                    | Ambasador Republiki Nikaragui w RP                         | Karla Luzette Beteta Brenes       |
| 143 |             | Turkmenistan                 | Ambasador Turkmenistanu                                    | Toyly Amanmuhammeddovich Atayev   |
| 144 | 17 lutego   | Papua-Nowa Gwinea            | Ambasador Niezależnego Państwa Papui-Nowej Gwinei w RP     | Joshua Rimarkindu Kalinoe         |
| 145 |             | Bahrajn                      | Ambasador Królestwa Bahrajnu w RP                          | Ebrahim Mahmood Ahmed Abdulla     |
| 146 |             | Indie                        | Ambasador Republiki Indii w RP                             | Ajay Bisaria                      |
| 147 | 3 marca     | Irlandia                     | Ambasador Irlandii w RP                                    | Gerard Keown                      |
| 148 |             | Mauretania                   | Ambasador Islamskiej Republiki Mauretańskiej w RP          | Mohamed Mahmoud Ould Brahim Khlil |
| 149 |             | Laos                         | Ambasador Laotańskiej Republiki Ludowo-Demokratycznej      | Sithong Chitnhothinh              |
| 150 | 24 marca    | Korea Północna               | Ambasador Koreańskiej Republiki Ludowo-Demokratycznej w RP | Geun Ri                           |
| 151 |             | Algieria                     | Ambasador Algierskiej Republiki Ludowo-Demokratycznej w RP | Salah Lebdioui                    |
| 152 |             | Tajlandia                    | Ambasador Królestwa Tajlandii w RP                         | Manasvi Srisodapol                |
| 153 |             | Południowa Afryka            | Ambasador Republiki Południowej Afryki                     | Simon Jabulani Ntombela           |
| 154 | 23 czerwca  | Egipt                        | Ambasador Arabskiej Republiki Egiptu w RP                  | Youssef Mustafa Zada              |
| 155 |             | Brazylia                     | Ambasador Federacyjnej Republiki Brazylii w RP             | Alfredo Cesar Martinho Leoni      |
| 156 |             | Bangladesz                   | Ambasador Ludowej Republiki Bangladeszu w RP               | Muhammad Mahfuzur Rahman          |
| 157 |             | Zjednoczone Emiraty Arabskie | Ambasador Państwa Zjednoczonych Emiratów Arabskich w RP    | Yousif Eisa Bin Hassan Al Sabri   |
| 158 |             | Jamajka                      | Ambasador Jamajki w RP                                     | Margaret Ann Jobson               |
| 159 |             | Ghana                        | Ambasador Republiki Ghany w RP                             | Akua Sena Dansua                  |
| 160 |             | Honduras                     | Ambasador Republiki Hondurasu w RP                         | Ramón Custodio Espinoza           |
| 161 | 7 lipca     | Gambia                       | Ambasador Republiki Gambii w RP                            | Teneng Mba Jaitch                 |
| 162 |             | Dżibuti                      | Ambasador Republiki Dżibuti w RP                           | Aden Mohamed Dileita              |
| 163 |             | Gwinea                       | Ambasador Republiki Gwinei w RP                            | Fatoumata Balde                   |